# Diocesi di Tocantinópolis
La diocesi di Tocantinópolis (in latino Dioecesis Tocantinopolitana) è una sede della Chiesa cattolica in Brasile suffraganea dell'arcidiocesi di Palmas. Nel 2023 contava 150.019 battezzati su 214.313 abitanti. È retta dal vescovo Carlos Henrique Silva Oliveira.

## Territorio
La diocesi comprende 26 comuni dello stato brasiliano del Tocantins: Tocantinópolis, Aguiarnópolis, Ananás, Angico, Araguatins, Augustinópolis, Axixá do Tocantins, Buriti do Tocantins, Cachoeirinha, Carrasco Bonito, Darcinópolis, Esperantina, Itaguatins, Itapiratins, Luzinópolis, Maurilândia do Tocantins, Nazaré, Palmeiras do Tocantins, Praia Norte, Riachinho, Sampaio, Santa Terezinha do Tocantins, São Bento do Tocantins, São Miguel do Tocantins, São Sebastião do Tocantins e Sítio Novo do Tocantins.
Sede vescovile è la città di Tocantinópolis, dove si trova la cattedrale di Nostra Signora della Consolazione.
Il territorio si estende su 15.761 km² ed è suddiviso in 16 parrocchie. Le parrocchie fanno capo a 3 foranie.

## Storia
La prelatura territoriale di Tocantinópolis fu eretta il 20 dicembre 1954 con la bolla Ceu pastor di papa Pio XII, ricavandone il territorio dalla diocesi di Porto Nacional. La prelatura territoriale fu affidata ai sacerdoti della Piccola opera della Divina Provvidenza e monsignor Quinto Tonini fu nominato amministratore apostolico.
Originariamente suffraganea dell'arcidiocesi di Goiás (oggi diocesi), il 27 marzo 1956 entrò a far parte della provincia ecclesiastica dell'arcidiocesi di Goiânia.
Il 15 gennaio 1976 si ingrandì, acquisendo dalla prelatura territoriale di Cristalândia (oggi diocesi) il comune di Arapoema.
Il 30 ottobre 1980 la prelatura territoriale è stata elevata a diocesi con la bolla Conferentia Episcopalis Brasiliensis di papa Giovanni Paolo II.
Il 27 marzo 1996 la diocesi è divenuta suffraganea dell'arcidiocesi di Palmas.
Nel luglio del 2010 terminò un accordo per cui alla diocesi era affidata la cura pastorale di due comunità fuori dai confini diocesani: quella di Bernardo Sayão, nel territorio della diocesi di Miracema do Tocantins e la parrocchia di San Sebastiano a Couto de Magalhães che faceva parte dalla prelatura territoriale di Cristalândia. In seguito queste comunità furono entrambe affidate alla diocesi di Miracema do Tocantins.
Il 31 gennaio 2023 ha ceduto una porzione di territorio a vantaggio dell'erezione della diocesi di Araguaína.

## Cronotassi dei vescovi
Si omettono i periodi di sede vacante non superiori ai 2 anni o non storicamente accertati.
- Sede vacante (1954-1962)

- Cornelio Chizzini, F.D.P. † (12 aprile 1962 - 12 agosto 1981 deceduto)
- Aloísio Hilário de Pinho, F.D.P. † (9 novembre 1981 - 22 dicembre 1999 nominato vescovo di Jataí)
- Miguel Ângelo Freitas Ribeiro (17 gennaio 2001 - 31 ottobre 2007 nominato vescovo di Oliveira)
- Giovane Pereira de Melo (4 marzo 2009 - 31 gennaio 2023 nominato vescovo di Araguaína)[4]
- Carlos Henrique Silva Oliveira, dal 19 marzo 2024

## Statistiche
La diocesi nel 2023 su una popolazione di 214.313 persone contava 150.019 battezzati, corrispondenti al 70,0% del totale.
| anno | popolazione | popolazione | popolazione | presbiteri | presbiteri | presbiteri | presbiteri                | diaconi | religiosi | religiosi | parrocchie |
| anno | battezzati  | totale      | %           | numero     | secolari   | regolari   | battezzati per presbitero | diaconi | uomini    | donne     | parrocchie |
| ---- | ----------- | ----------- | ----------- | ---------- | ---------- | ---------- | ------------------------- | ------- | --------- | --------- | ---------- |
| 1966 | 200.000     | 205.000     | 97,6        | 11         |            | 11         | 18.181                    |         | 21        | 16        | 8          |
| 1970 | 210.000     | 220.000     | 95,5        | 17         |            | 17         | 12.352                    |         | 21        | 12        | 9          |
| 1976 | 280.000     | 300.000     | 93,3        | 21         | 4          | 17         | 13.333                    |         | 20        | 15        | 14         |
| 1980 | 225.000     | 240.000     | 93,8        | 24         | 7          | 17         | 9.375                     |         | 18        | 16        | 19         |
| 1990 | 409.000     | 510.000     | 80,2        | 33         | 15         | 18         | 12.393                    |         | 24        | 27        | 22         |
| 1999 | 400.000     | 538.000     | 74,3        | 33         | 21         | 12         | 12.121                    | 1       | 17        | 24        | 24         |
| 2000 | 382.000     | 535.000     | 71,4        | 33         | 21         | 12         | 11.575                    | 2       | 20        | 8         | 24         |
| 2001 | 279.000     | 390.559     | 71,4        | 39         | 24         | 15         | 7.153                     | 1       | 25        | 39        | 25         |
| 2002 | 292.075     | 389.434     | 75,0        | 41         | 25         | 16         | 7.123                     | 1       | 29        | 32        | 24         |
| 2004 | 315.000     | 404.600     | 77,9        | 37         | 23         | 14         | 8.513                     | 1       | 29        | 33        | 26         |
| 2010 | 390.000     | 497.000     | 78,5        | 42         | 27         | 15         | 9.285                     | 2       | 23        | 41        | 28         |
| 2014 | 409.000     | 521.000     | 78,5        | 39         | 26         | 13         | 10.487                    | 4       | 19        | 38        | 27         |
| 2017 | 418.590     | 533.570     | 78,5        | 44         | 29         | 15         | 9.513                     | 3       | 20        | 29        | 29         |
| 2020 | 428.300     | 546.000     | 78,4        | 48         | 34         | 14         | 8.922                     | 8       | 20        | 23        | 30         |
| 2022 | 400.000     | 510.000     | 78,4        | 44         | 33         | 11         | 9.090                     | 9       | 12        | 36        | 32         |
| 2023 | 150.019     | 214.313     | 70,0        | 17         | 14         | 3          | 8.824                     | ?       | 3         | 6         | 16         |